# 3. Panzer-Division
3. Panzer-Division var en pansardivision i den tyska armén under andra världskriget.

## Befälhavare
- Generalleutnant Leo Geyr von Schweppenburg  	(1 sept 1939 - 7 okt 1939)
- Generalmajor Horst Stumpff  	(7 okt 1939 - ? sept 1940)
- Generalmajor Friedrich Kühn 	(? sept 1940 - 4 okt 1940)
- Generalmajor Horst Stumpff  	(4 okt 1940 - 13 nov 1940)
- Generalleutnant Walter Model 	(13 nov 1940 - 1 okt 1941)
- Generalmajor Hermann Breith  	(2 okt 1941 - 1 okt 1942)
- Generalleutnant Franz Westhoven  	(1 okt 1942 - 25 okt 1943)
- Generalmajor Fritz Bayerlein  	(25 okt 1943 - 5 jan 1944)
- Oberst Rudolf Lang  	(5 jan 1944 - 25 maj 1944)
- Generalleutnant Wilhelm Philipps  	(25 maj 1944 - 1 jan 1945)
- Generalmajor Wilhelm Söth  	(1 jan 1945 - 19 april 1945)
- Oberst Volkmar Schöne  	(19 april 1945 - 8 maj 1945)

## Organisation
Augusti 1939
- Stab
- 3. skyttebrigaden
- 3. pansarbrigaden
- 75. artilleriregementet)
- 3. spaningsbataljonen
- 39. pansarvärnsbataljonen
- 39. pansarsignalbataljonen
- 39. pionjärbataljonen
- träng- och tygförband

Sommaren 1943
- Stab
- 6. pansarregementet
- 3. pansargrenadjärregementet
- 394. pansargrenadjärregementet
- 75. pansarartilleriregementet
- 543. pansarjägarbataljonen
- 2. spaningsbataljonen
- 314. arméluftvärnsbataljonen
- 39. pansarpionjärbataljonen (mot)
- 83. fältreservbataljonen
- träng- och tygförband